# Christopher T. Donahue

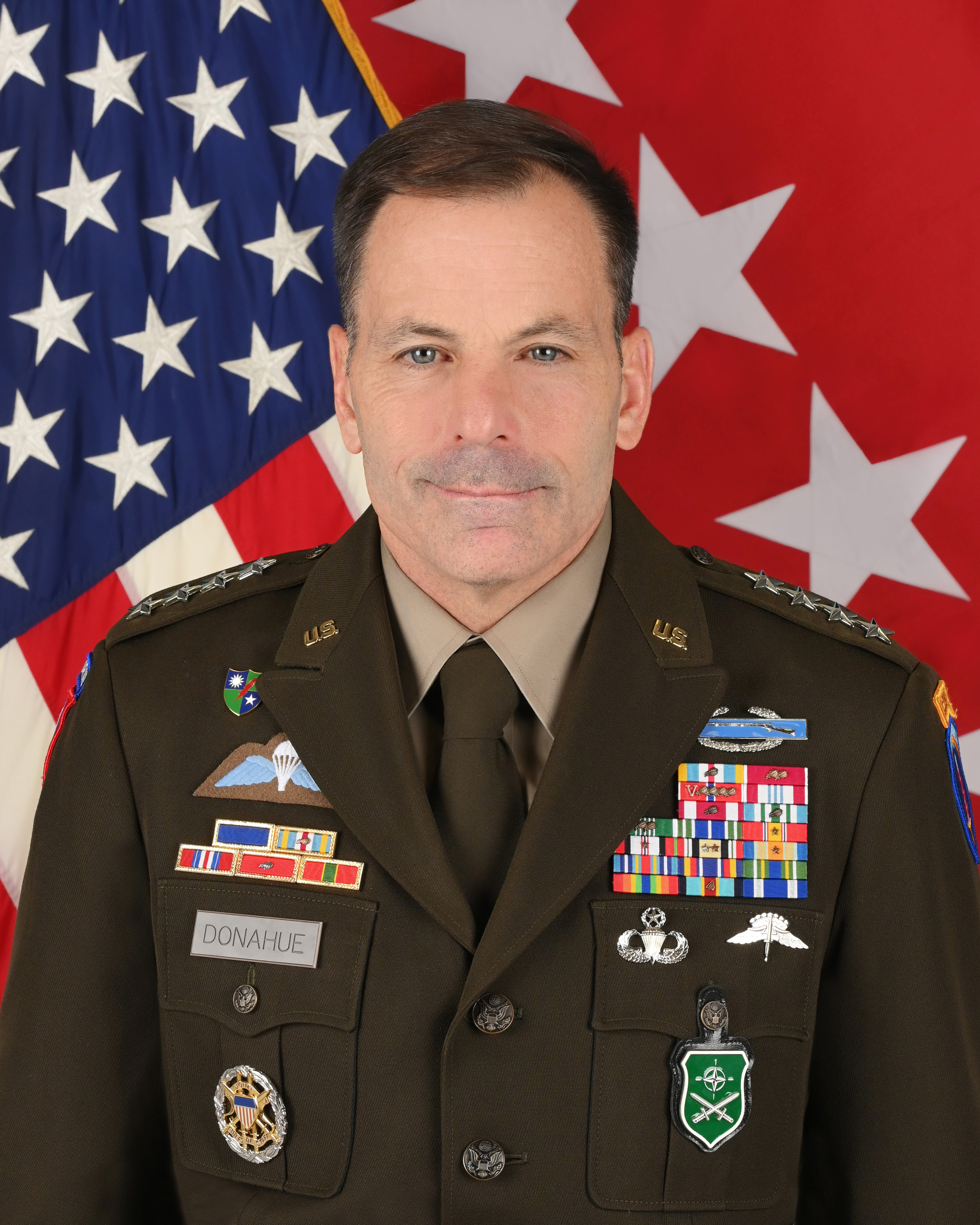
Chris Donahue (2024)

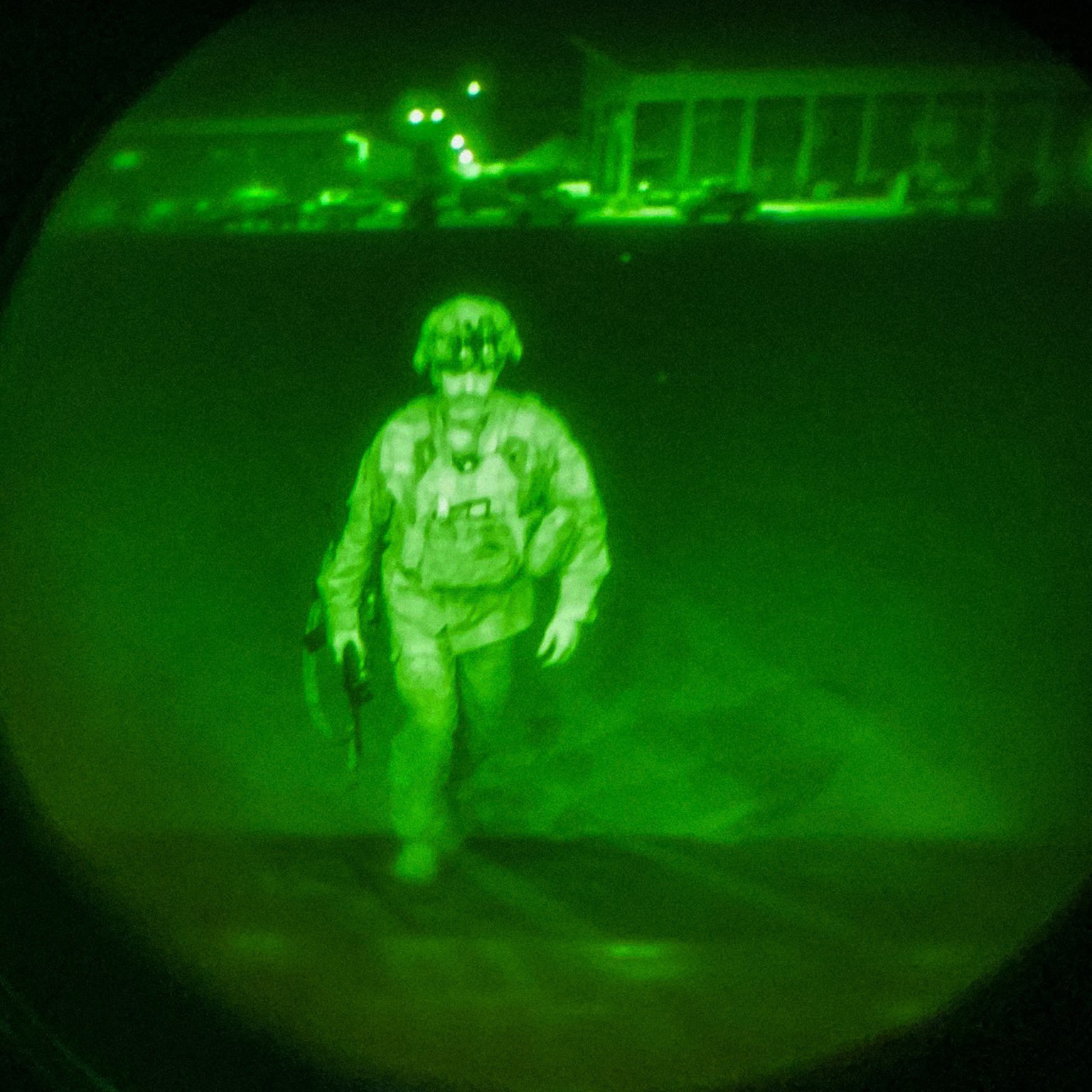
Donahue verlässt im Zuge der Evakuierung aus Kabul als letzter US-Soldat Afghanistan.

Christopher Todd Donahue (* 13. August 1969) ist ein General der United States Army. Von März 2022 bis Dezember 2024 kommandierte er das XVIII Airborne Corps. Im August 2021 war er der letzte amerikanische Soldat, der Afghanistan verließ. Am 10. Dezember 2024 wurde er unter Beförderung zum Vier-Sterne-General als Nachfolger von Darryl A. Williams neuer Kommandeur der United States Army Europe and Africa.

## Leben
In den Jahren 1988 bis 1992 durchlief Christopher Donahue die United States Military Academy in West Point. Nach seiner Graduation wurde er als Leutnant der Infanterie zugeteilt. In der Armee durchlief er anschließend alle Offiziersränge bis zum Dreisterne-General. Im Lauf seiner militärischen Karriere absolvierte er verschiedene Kurse und Schulungen. Dazu gehörten unter anderem das Naval Command and Staff College, das Naval War College und das United States Army War College.
In seinen jüngeren Jahren absolvierte er den für Offiziere in den niederen Rangstufen üblichen Dienst in verschiedenen Einheiten und Standorten. Im weiteren Verlauf seiner Laufbahn kommandierte er Einheiten auf fast allen militärischen Ebenen. Zwischenzeitlich wurde er auch als Stabsoffizier eingesetzt. Dabei nahm er an verschiedenen militärischen Operationen teil. Dazu gehörten die Operation Enduring Freedom, der Irakkrieg und der Krieg in Afghanistan. Am 11. September 2001 war er Augenzeuge der Attacke auf das Pentagon. Dabei war er an diesem Tag auch bei der Koordination vor Ort behilflich, bis die eigentlich dafür zuständigen Kräfte eintrafen.
In den Jahren 2016 und 2017 war er Stabsoffizier für Operationen und Manöver (G3) bei der 4. Infanteriedivision. Am 2. September 2017 erreichte Donahue mit seiner Beförderung zum Brigadegeneral die Generalsränge. Bis Mai 2018 leitete er die United States Army Infantry School in Fort Benning. Von Mai 2018 bis Mai 2019 war er Stabsoffizier für Sondereinsätze und Terrorbekämpfung im Pentagon beim Joint Chiefs of Staff. In den Jahren 2019 und 2020 war er als Kommandeur der Multinationalen NATO Mission im Rahmen der Operation Resolute Support in Afghanistan eingesetzt.
Am 2. Juli 2020 wurde Donahue zum Generalmajor befördert und am 10. Juli übernahm er das Kommando über die 82. Luftlandedivision. Dabei löste er James J. Mingus ab. Teile seiner Division waren in Afghanistan stationiert. Im August 2021 wurden Soldaten der 82. Luftlandedivision zur Sicherung des Kabuler Flughafens eingesetzt. Donahue war dabei vor Ort. Als die US-Truppen evakuiert wurden, war er der letzte US-Soldat, der den Flughafen von Kabul und damit Afghanistan verließ. Donahue behielt sein Kommando über die 82. Luftlandedivision bis zum 10. März 2022. An diesem Tag übergab er das Amt an seinen Nachfolger Christopher C. LaNeve. Gleichzeitig übernahm er, nun als Generalleutnant, den Oberbefehl über das XVIII. Luftlandekorps. Dieses Kommando übergab er im Dezember 2024 an seinen Nachfolger Gregory K. Anderson.
Donahue wurde am 10. Dezember 2024 unter Beförderung zum Vier-Sterne-General neuer Befehlshaber des Kommandos United States Army Europe and Africa mit Sitz in Wiesbaden. Der Senat der Vereinigten Staaten bestätigte am 2. Dezember 2024 diese Ernennung.

## Beförderungen innerhalb der Generalsränge
- 2. September 2017: Brigadegeneral
- 2. Juli 2020: Generalmajor
- 11. März 2022: Generalleutnant
- 10. Dezember 2024: General

## Orden und Auszeichnungen
Donahue erhielt im Lauf seiner militärischen Laufbahn unter anderem folgende Auszeichnungen:
- Defense Superior Service Medal
- Legion of Merit
- Bronze Star Medal
- Defense Meritorious Service Medal
- Meritorious Service Medal
- Joint Service Commendation Medal
- Army Commendation Medal
- Army Achievement Medal
- Presidential Unit Citation
- Joint Meritorious Unit Award
- Meritorious Unit Commendation
- National Defense Service Medal
- Afghanistan Campaign Medal
- Iraq Campaign Medal
- Inherent Resolve Campaign Medal
- Global War on Terrorism Expeditionary Medal
- Global War on Terrorism Service Medal
- Korea Defense Service Medal
- Army Service Ribbon
- Army Overseas Service Ribbon
- NATO-Medaille
- Combat Infantryman Badge